# Ryley Lindgren
Ryley Lindgren (* 20. Januar 1996 in East St. Paul, Manitoba) ist ein kanadischer Eishockeyspieler.

## Karriere
Der Stürmer spielte zunächst für verschiedene Juniorenteams in Manitoba, bevor er von 2012 bis 2017 in der Western Hockey League, einer der drei höchsten kanadischen Juniorenligen, spielte. Zunächst trug er das Trikot der Brandon Wheat Kings. Kurz nach dem Beginn der Saison 2014/15 wechselte er zu den Lethbridge Hurricanes. Schließlich lief er in der zweiten Hälfte der Saison 2016/17 noch für die Swift Current Broncos auf. Zwischen 2017 und 2022 war Lindgren für die Mount Royal University in der kanadischen Universitätsliga U Sports aktiv.
Während der Saison 2021/22 spielte Lindgren für die Norfolk Admirals in der drittklassigen ECHL. Im Sommer 2022 spielte er für den Ligarivalen Tulsa Oilers, bevor er sich dem norwegischen Zweitligisten Narvik IK anschloss. In der Saison 2023/24 spielte Lindgren für den polnischen Erstligisten Zagłębie Sosnowiec, wo er in 40 Spielen 18 Tore erzielte. Im Sommer 2024 wechselte er zum Herforder EV in die Oberliga Nord.

## Erfolge und Auszeichnungen
- 2020 U Sports West First All-Star Team